# Arang (koreanische Erzählung)
Arang ist eine Figur in einer koreanischen Volkssage. Sie ist eine der bedeutendsten Erzählung über wongwi (원귀) – Geistern, die durch Rache an ihren Peinigern Gerechtigkeit erlangen wollen. Der wahre Name von Arang war Yun Dong-ok (윤동옥/尹東玉) und hat Mitte des 16. Jahrhunderts gelebt.

## Handlung
Arang war die Tochter des Magistrats von Miryang zur Zeit der Joseon-Dynastie. Ein niederer Beamter im Dienste des Magistraten verliebte sich in ihren Anblick. Doch er wusste, dass er sie niemals zur Frau nehmen könnte. Also bestach er ihr Kindermädchen, ihr eine Falle zu stellen. Als der Beamte plötzlich zu ihr kam und ihr seine Liebe gestand, lehnte Arang ab. Der Beamte wurde aufdringlich und tötete sie schließlich, als sie ihn weiterhin energisch abstieß. Der Magistrat schickte vergeblich einen Suchtrupp los. Doch sie konnte nicht gefunden werden. Irgendwann wurde ihr Vater zurück nach Seoul beordert und andere erhielten die Position des Magistrats von Miryang. Doch alle starben direkt am nächsten Tag nach ihrer Amtseinführung. Das Gerücht machte sich breit, der Geist von Arang würde sie heimsuchen. So war niemand mehr bereit, den Posten anzunehmen, bis sich ein mutiger, junger Edelmann fand, der das Geheimnis lüften wollte.
Als er an seinem ersten Abend als Magistrat in seinem Zimmer Pfeife rauchte, trat plötzlich eine furchterregende Erscheinung in seinem Zimmer auf. Doch der junge Magistrat riss sich zusammen und fragte die Gestalt, was sie wolle. Sie kam näher und es wurde sichtbar, dass sie einen Dolch in der Brust hatte und drei rote Flaggen in der Hand. Der Magistrat betrachtete sie und nickte schließlich, dass er die Botschaft verstanden habe. Darauf verschwand der Geist.
Als am nächsten Morgen der Vorstand der Magistratur eintraf, fragte der Magistrat ihn, ob er jemanden kenne, der Hong Kisam hieß. Denn hong bedeutet „rot“, ki bedeutet ‚Flagge‘ und sam bedeutet „drei“. Da der Geist drei rote Flaggen in der Hand hielt, fiel ihm das ein. Es stellte sich heraus, dass einer der Beamten tatsächlich Hong Ki-sam hieß. Er gestand das Verbrechen und offenbarte den Ort, wo er Arang begrub. Um den Geist der verstorbenen Arang zu besänftigen und ihr Andenken zu bewahren, wurde ein Schrein errichtet.
Da es eine über Jahrhundert mündlich überlieferte Geschichte ist, gibt es auch viele Variationen. So gibt es auch Varianten, wo das Kindermädchen gegen Arang intrigiert, welche, in denen sich Arang erfolgreich wehren kann, ihr Vater dann aber unzüchtiges Verhalten vermutet und sie tötet, in denen Arang als Schmetterling erscheint und den Mörder markiert. Auch die Namen der Personen können in den verschiedenen Überlieferungen unterschiedlich sein.

## Erbe
Der Schrein Aranggak gehört zu den bedeutendsten Kulturerben Miryangs. Die Geschichte hielt weiterhin Einzug in das Volkslied Miryang Arirang sowie in die Geschichtssammlungen Dongyahwijip und Cheongguyadam. Weiterhin wurde 2006 der Horrorfilm Haunted Village (Originaltitel Arang) von Ahn Sang-hoon veröffentlicht, der auf der Volkserzählung basiert. Die Fernsehserie Tale of Arang (아랑사또전), auch Arang and the Magistrate, erzählt die Geschichte des Geistes Arang, die mithilfe des Magistraten auf der Suche nach ihrem Mörder ist. In den Hauptrollen sind Shin Mina und Lee Jun-ki zu sehen.